# Revista do Instituto Histórico e Geográfico Brasileiro
Die Revista do Instituto Histórico e Geográfico Brasileiro (RIHGB) ist das Fachorgan des Instituto Histórico e Geográfico Brasileiro, das seit 1839 in Rio de Janeiro erscheint. Es ist eine der ältesten noch heute erscheinenden wissenschaftlichen Zeitschriften.
Aufgabe der Zeitschrift ist die Verbreitung der Forschungen und Ergebnisse der wissenschaftlichen Mitglieder des Instituts. Sie umfassen Beiträge von Historikern, Geographen, Anthropologen, Soziologen, Architekten, Ethnologen, Archäologen, Museologen und Archivaren.

## Erscheinungsverlauf
Die Titelfassungen variierten leicht und haben eine durchgehende Nummernzählung:

1.1839 – 7.1845; 2. Serie 1=8.1846 – 6=13.1850 als Revista trimensal de história e geographia ou Jornal do Instituto Histórico e Geográphico Brasileiro;

3. Serie 1=14.1851 – 6=19.1856 als Revista do Instituto Histórico e Geográphico do Brazil

20.1857 – 49.1886 als Revista trimensal do Instituto Historico, Geographico e Ethnographico do Brazil

50.1887 – 66.1904/05 als Revista trimensal do Instituto Histórico e Geográfico Brazileiro, dann in heutiger Schreibung.
Inhaltlich nach Autoren, Titeln und Sachthemen erschlossen werden die Ausgaben durch die zwei allgemeinen Register für die Nummern 1 bis 400 und 401 bis 450. Zeitschrift und Register sind online verfügbar.